# Палацова площа (Карлсруе)
49°00′43″ пн. ш. 8°24′15″ сх. д. / 49.011924° пн. ш. 8.404273° сх. д.
Палацова площа або Шлоссплац (нім. Schlossplatz) — площа перед палацом Карлсруе, Німеччина. 
Площу створено як бароковий сад під час заснування барокового планованого міста Карлсруе. 
За 300-річну історію значення Палацової площі змінилося від курдонеру до саду насолод і, нарешті, міського саду. 
На початок XXI сторіччя Шлоссплац і палац належать землі Баден-Вюртемберг.

## Площа
Палацова площа розташована на південь від палацу Карлсруе. 
На сході межує з будівлями економічного факультету Технологічного інституту Карлсруе, на заході з Федеральним конституційним судом і ботанічним садом. 
На південному заході розташована Державна картинна галерея. 
Вулиця Шлоссфіртель прямує уздовж межі як на схід, так і на захід від Шлоссплац.
Центр міста знаходиться на південь від площі. 
Межу утворює вулиця, паралельна Циркелю. 
Тріумфальна дорога прямує від палацу через центральну вісь Палацової площі, яка утворює центральний промінь із 9 променів віяла Карлсруе, які виходять на південь від Палацової площі.
Південь площі утворений рівномірним рядом будівель, спроектованих Вайнбреннером. 
Спочатку ці будівлі використовувалися як будинки для привілейованих громадян, державних службовців і офіцерів, а пізніше там розташувалися деякі міністерства Бадена. 
Територія сильно постраждала під час Другої світової війни, тому будівлі були перебудовані у функціональному стилі як урядові будівлі. 
Знову були враховані єдині арки до Палацової площі, сплановані Вайнбреннером. 
Рівномірна висота будівлі та безперервний фасад зберігають єдине тло та візуальне відношення до палацу. 

Між Палацовою та Ринковою площами, на Тріумфальній дорозі, розташована центральна частина Площі Основних Прав, яка утворює вхід із Палацової площі у місто.

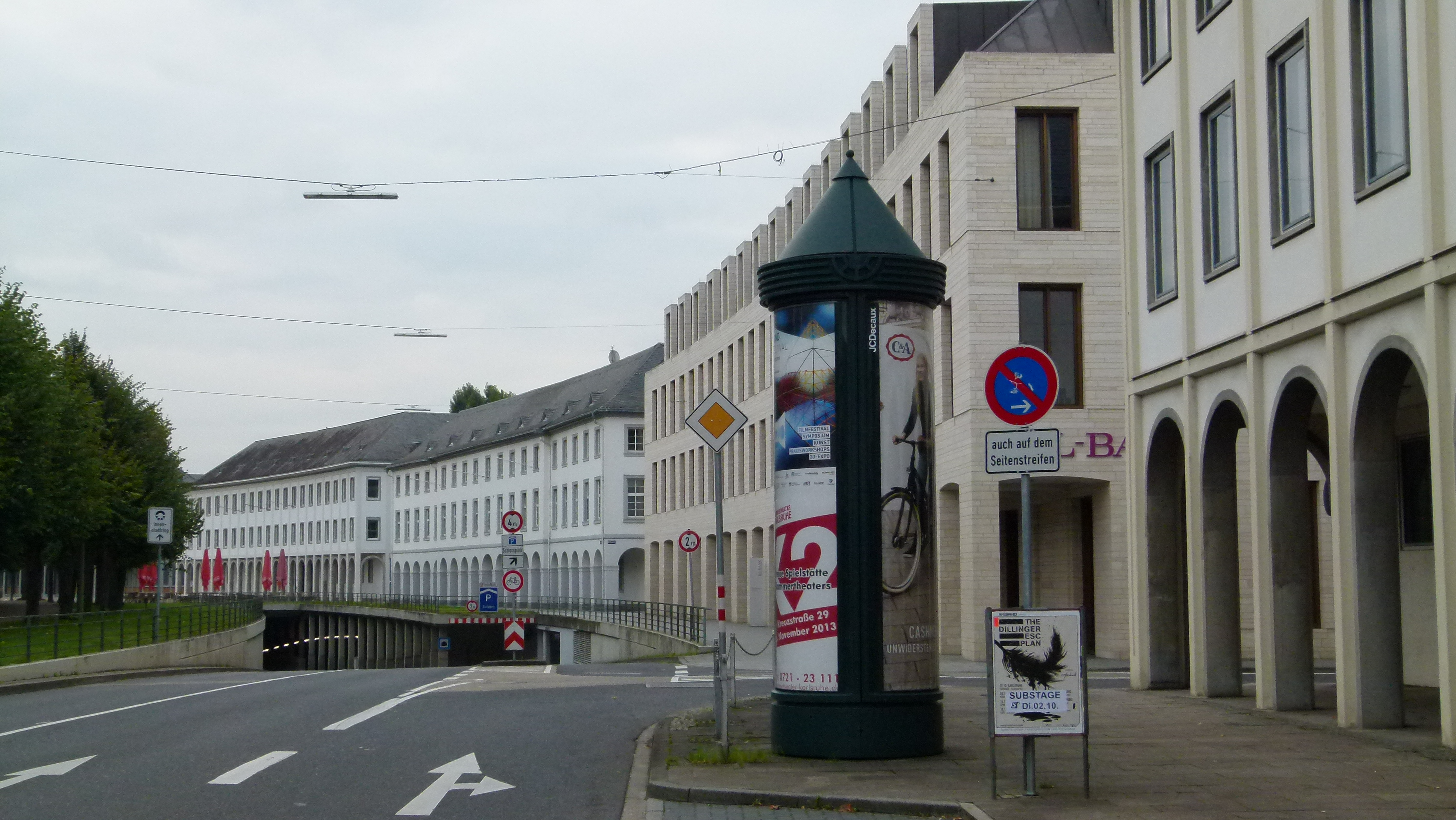
Шлосплац з підземним переходом.
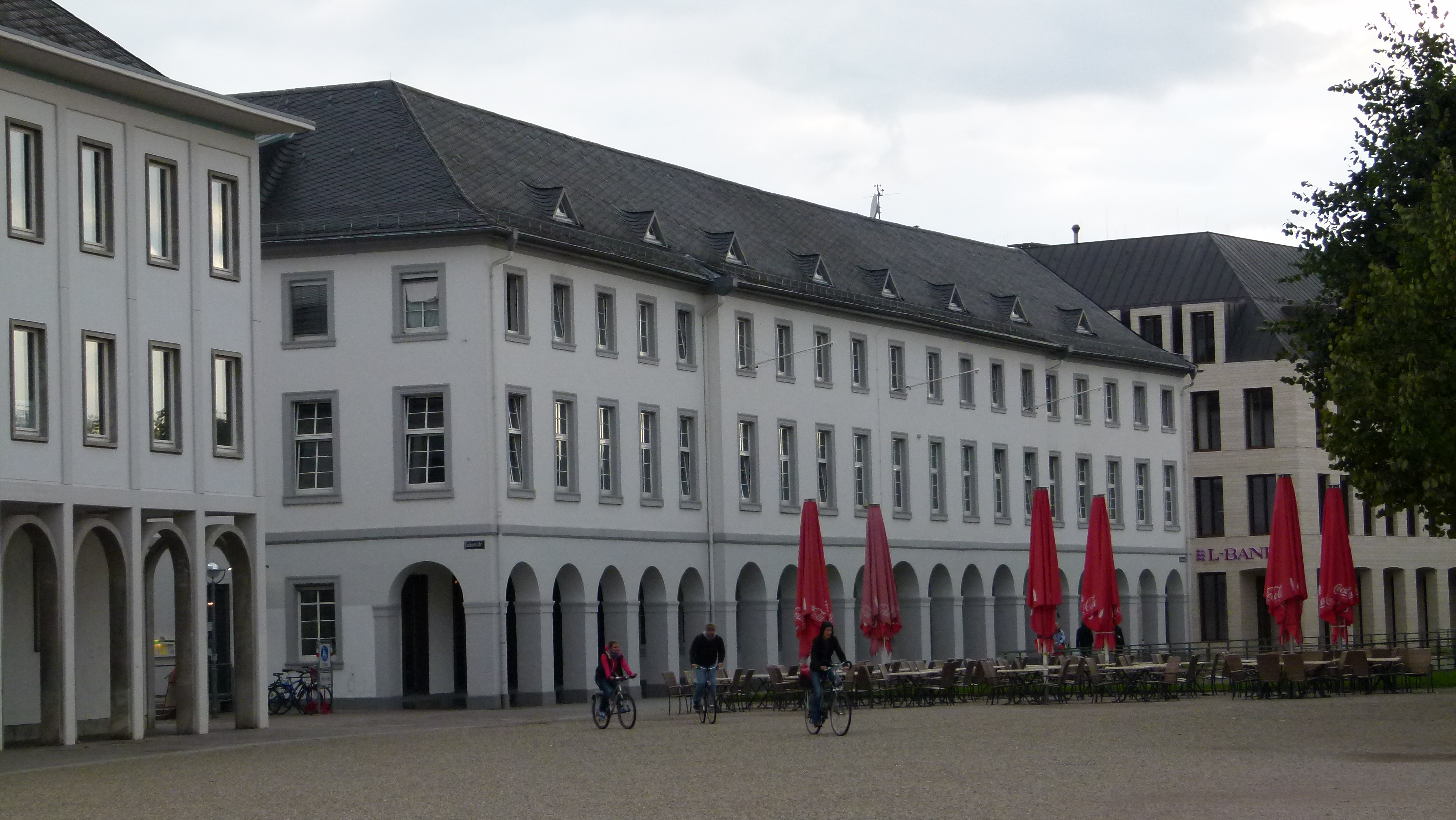
Вид на кафе на Шлосплац над підземним переходом.
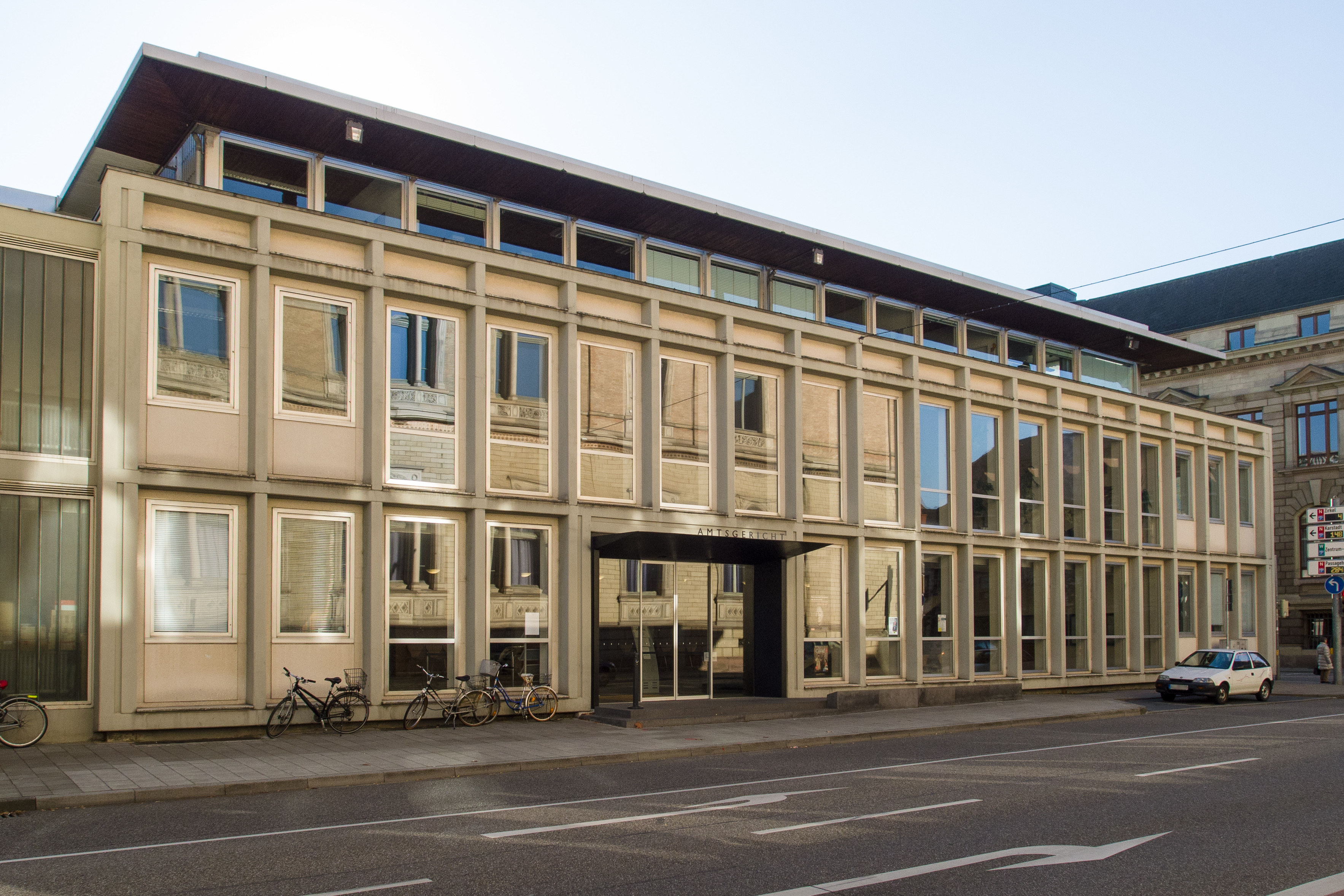
Районний суд
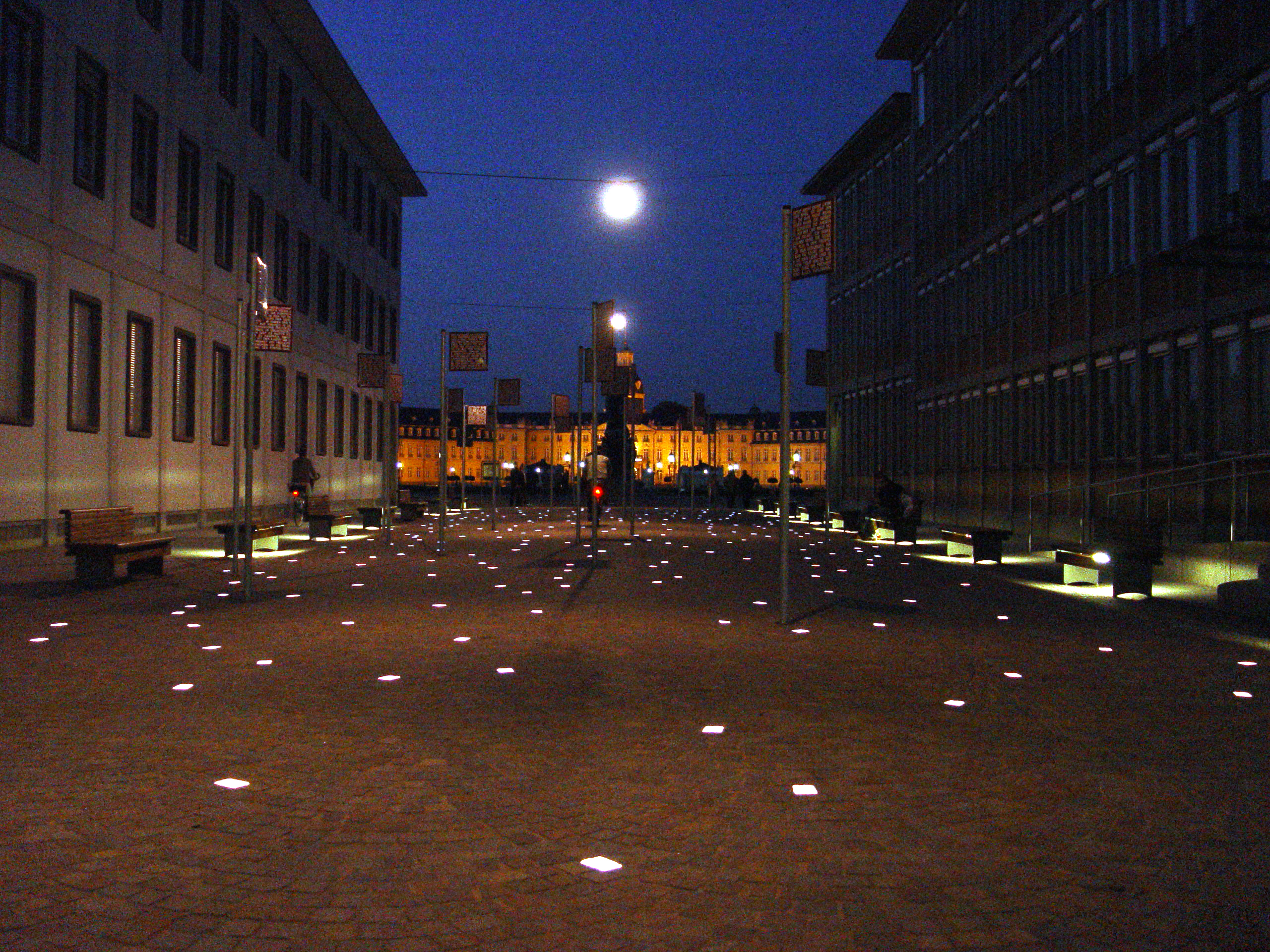
Площа Основних прав вночі.

## Історія

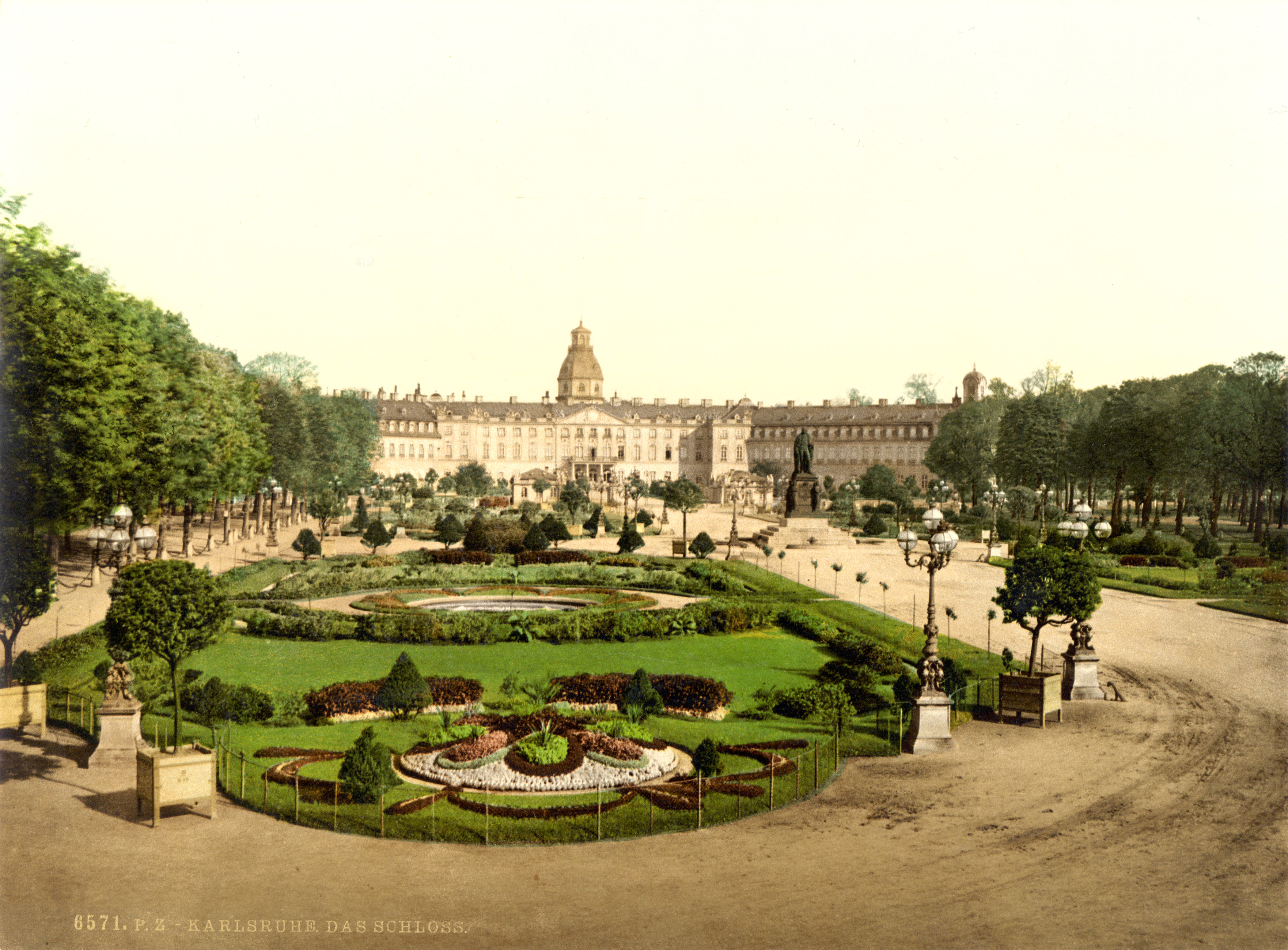
Фотохромний відбиток 1890-1900 рр.

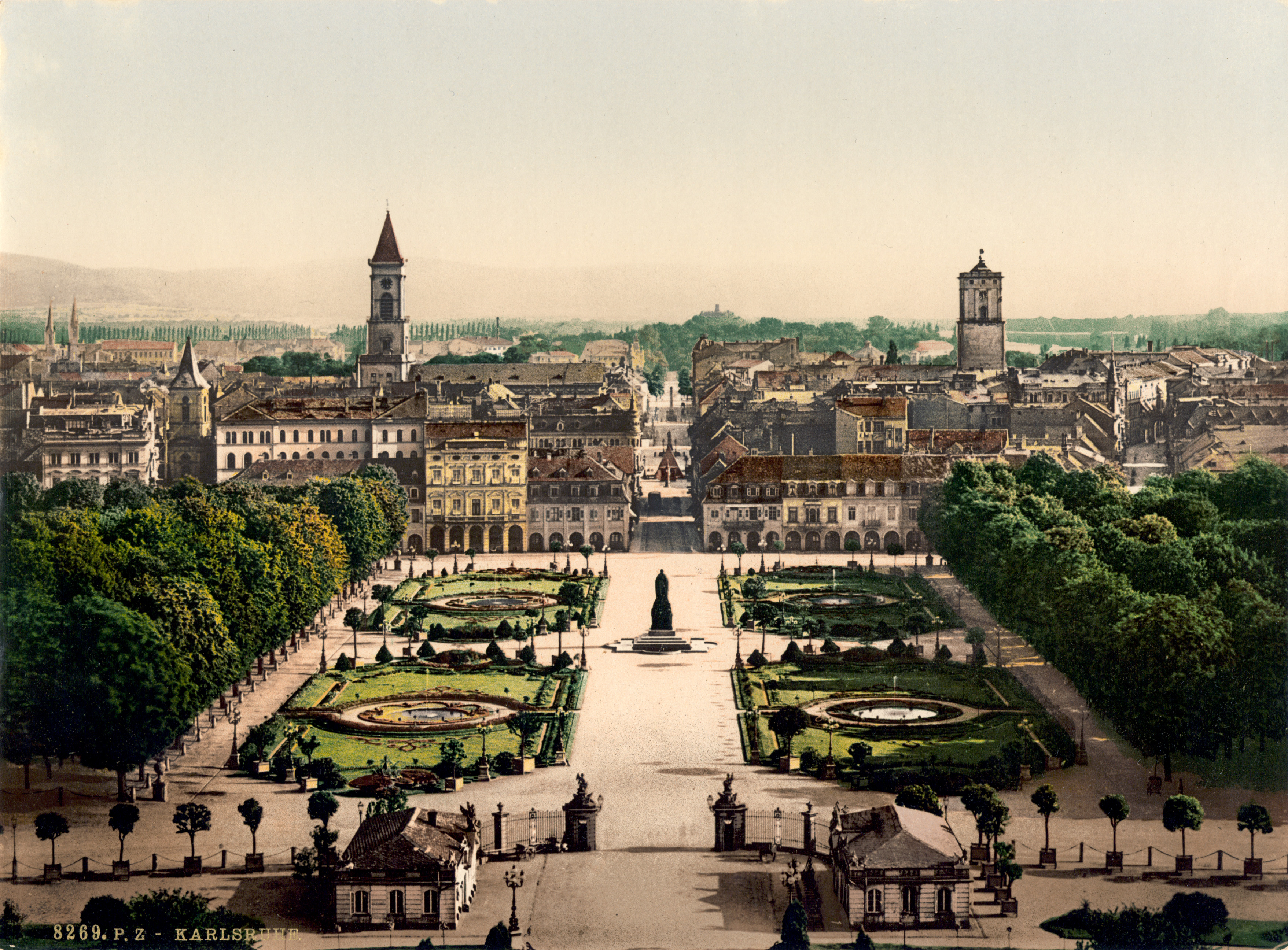
Фотохромний відбиток приблизно 1900 року.

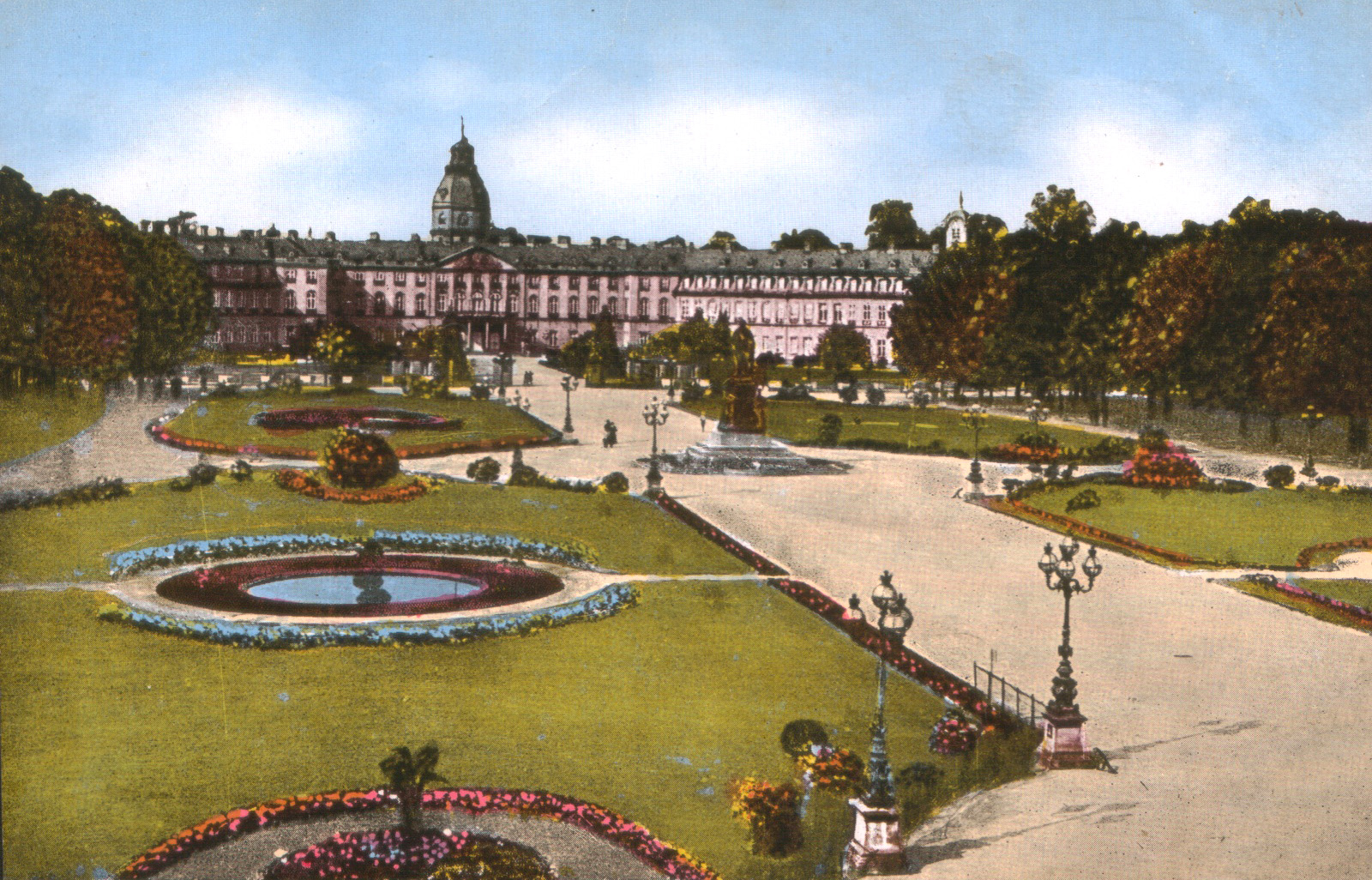
Листівка із Палацовою площею і палацом (дата невідома)

Після заснування міста 17 червня 1715 року і подальшого будівництва палацу, Палацова площа була ботанічним садом для засновника міста Карла Вільгельма. 
На той час із палацу не було прямого доступу до міста. 

Поступово на півдні Шлосплацу будували будинки привілейованих громадян, державних службовців і офіцерів, а пізніше також будівлі міністерств Бадена. 
У 1803 році деякі будівлі виявилися напівзруйнованими, що призвело до будівництва нової офісної будівлі за проектом Фрідріха Вайнбреннера. 
Вимогою було дотримання симетрії до Тріумфальної дороги. 
Однак, коли в 1813 році було вирішено, що всі будівлі на вулиці повинні бути однаковими, плани Вайнбреннера не змогли реалізувати, як було заплановано. 

У 1808 році був відкритий придворний театр, також спроектований Фрідріхом Вайнбреннером, під керівництвом Йоганна Петера Гебеля. 
Трохи пізніше, в 1810 році, він отримав назву Великогерцозького придворного театру. 
У 1853 році було відкрито нову будівлю театру, цього разу за проектом Генріха Гюбша. 
Пізніше театр став частиною Баденського державного театру.
До 1872 році на Шлосплац проводилися ярмарки. 
У 1873 році площа була перепланована.
Під час Першої світової війни на Палацовій площі відбувалися святкування та зустрічі, наприклад, після перемоги Німеччини на Меці і Вогезах. 
На початку Третього рейху в 1933 році на Шлосплац відбулося кілька великих демонстрацій з десятками тисяч учасників, у тому числі «Святкування національного повстання» за захоплення влади з появою Роберта Вагнера, який згодом став рейхсштатгальтером і гауляйтером Бадена. 
Того ж року на Палацовій площі було висаджено липу на честь Адольфа Гітлера. 
Крім того, 17 червня 1933 року гітлерюгенд спалив книги. 

Під час Другої світової війни на Палацовій площі вирощували овочі з 1941 року. 
Значні частини центру міста були цілями повітряних нальотів союзників, включаючи театр, який був зруйнований в 1944 році.
У 1960-х і 1970-х роках на Шлосплац і навколо неї відбулися масштабні реконструкції. 
У 1957 році вісім із початкових десяти скульптур Ігнаца Ленгелахера були знову встановлені перед палацом. 
Нова будівля Федерального конституційного суду була відкрита в 1969 році. 
Після ювілею міста в 1967 році відбулася Федеральна садова виставка. 
На додаток до повної реконструкції Шлосплац, підземний паркінг і підземний перехід були побудовані на півдні Шлосплац.
Під час підготовки до наступного ювілею міста («275 років Карлсруе») площа знову була значно перепланована в 1988 — 1990 рр.. 
У 1992 році на Шлосплац відбувся перший музейний фестиваль Баденського державного музею з нагоди відновлення колекції ранньої історії.
У 2005 році на центральній осі між Шлосплац і Циркель була відкрита площа Основних прав. 
Згодом, у 2006 — 2011 рр., Шлосплац було повністю відремонтовано та переплановано. Ремонт був спричинений серйозними пошкодженнями внаслідок інтенсивного використання та руйнацією матеріалів. Було використано нагоду, щоб провести редизайни одночасно без окремого планування фінансування. Концепція дизайну, розроблена туніським ландшафтним архітектором Анрі Бава, який на той час також був професором KIT. 
Загальна сума витрат склала 5,5 млн євро. 
 
Реконструкція та редизайн Шлосплац була відзначена нагородою «Карлсруе Місто 2005–2012» за зразкову будівлю від Палати архітекторів Баден-Вюртемберга. 

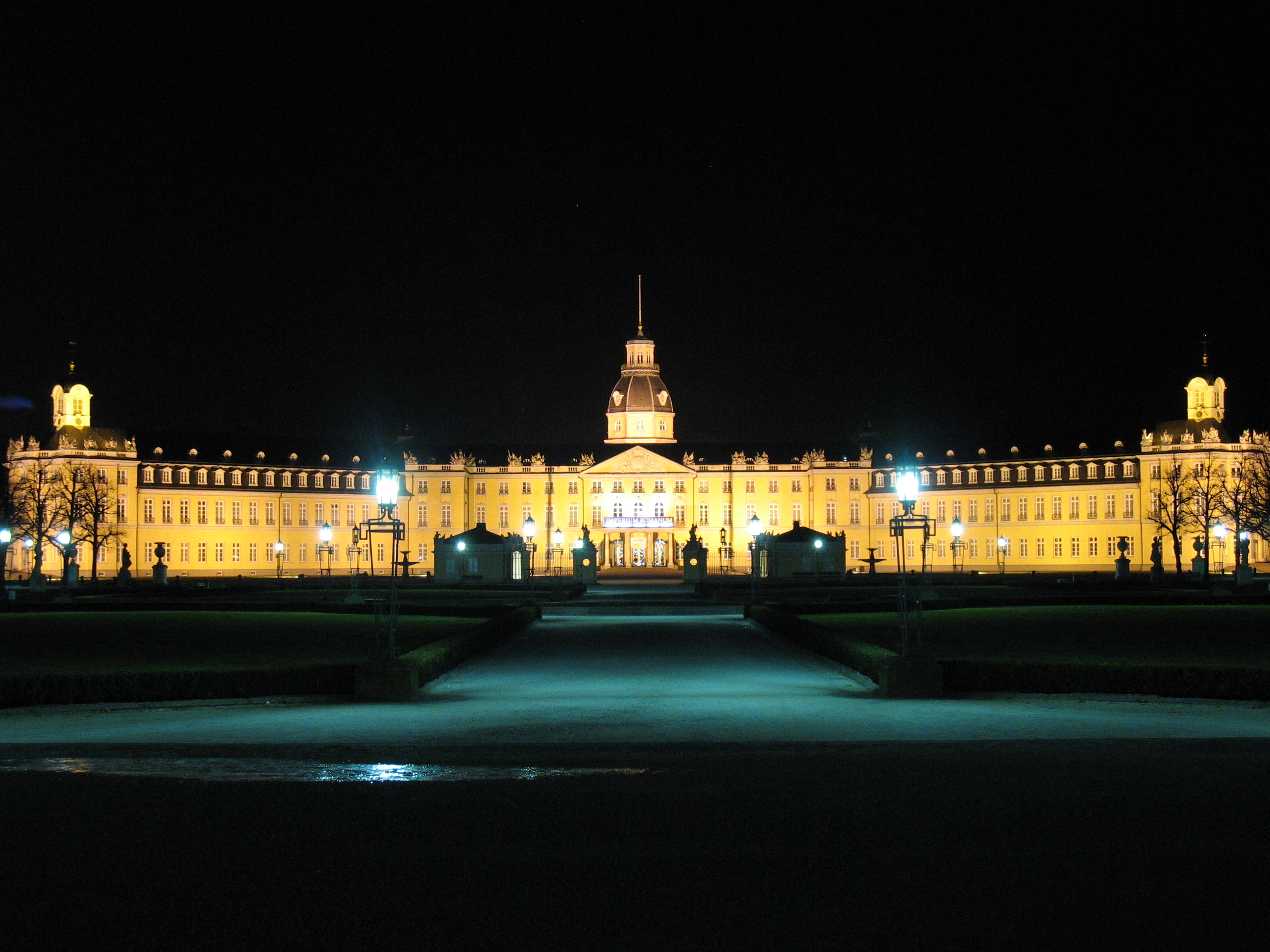
Краєвид на Палацову площу та нічний палац.
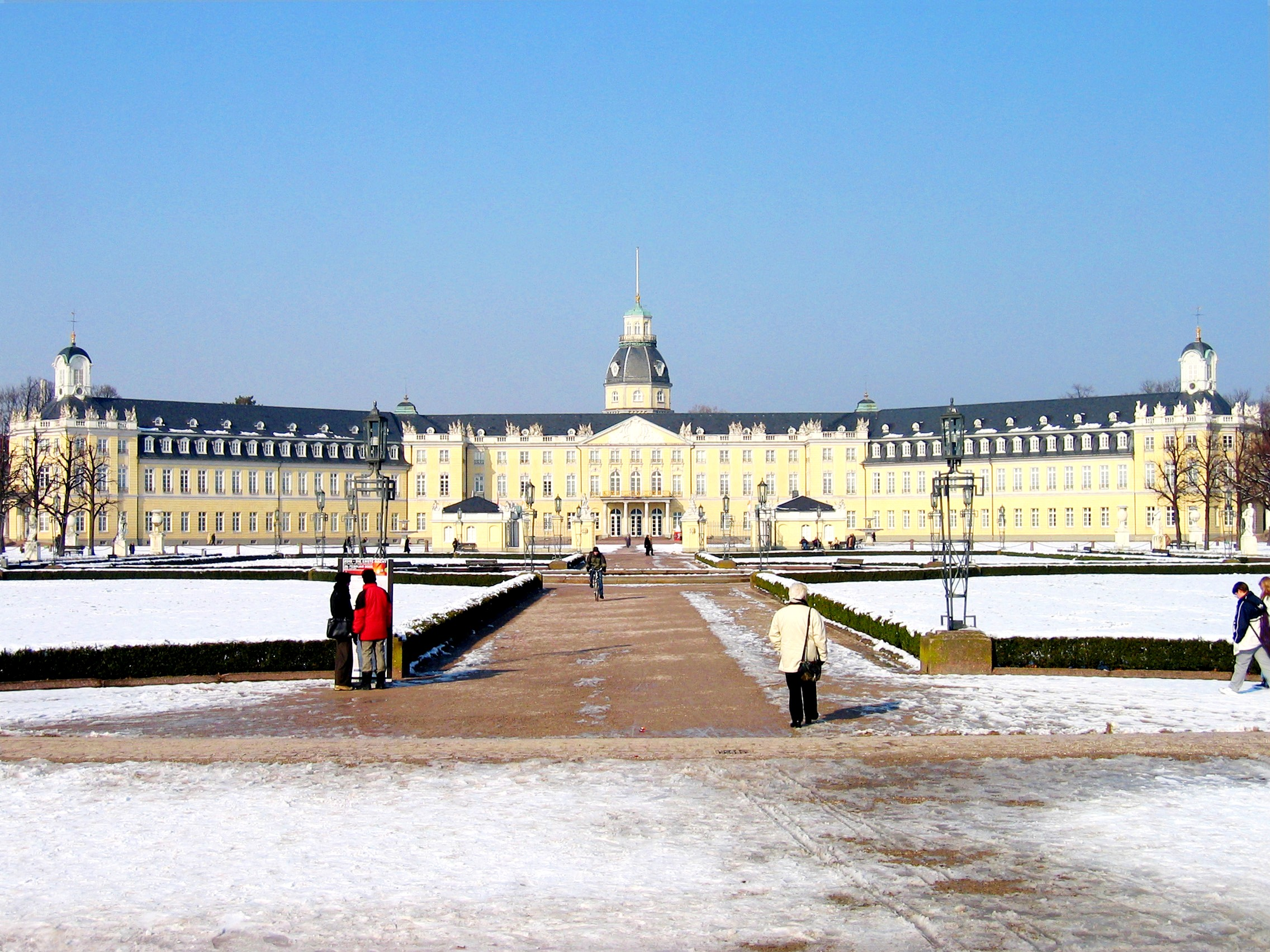
Краєвид на Палацову площу та палац взимку 2005 року.
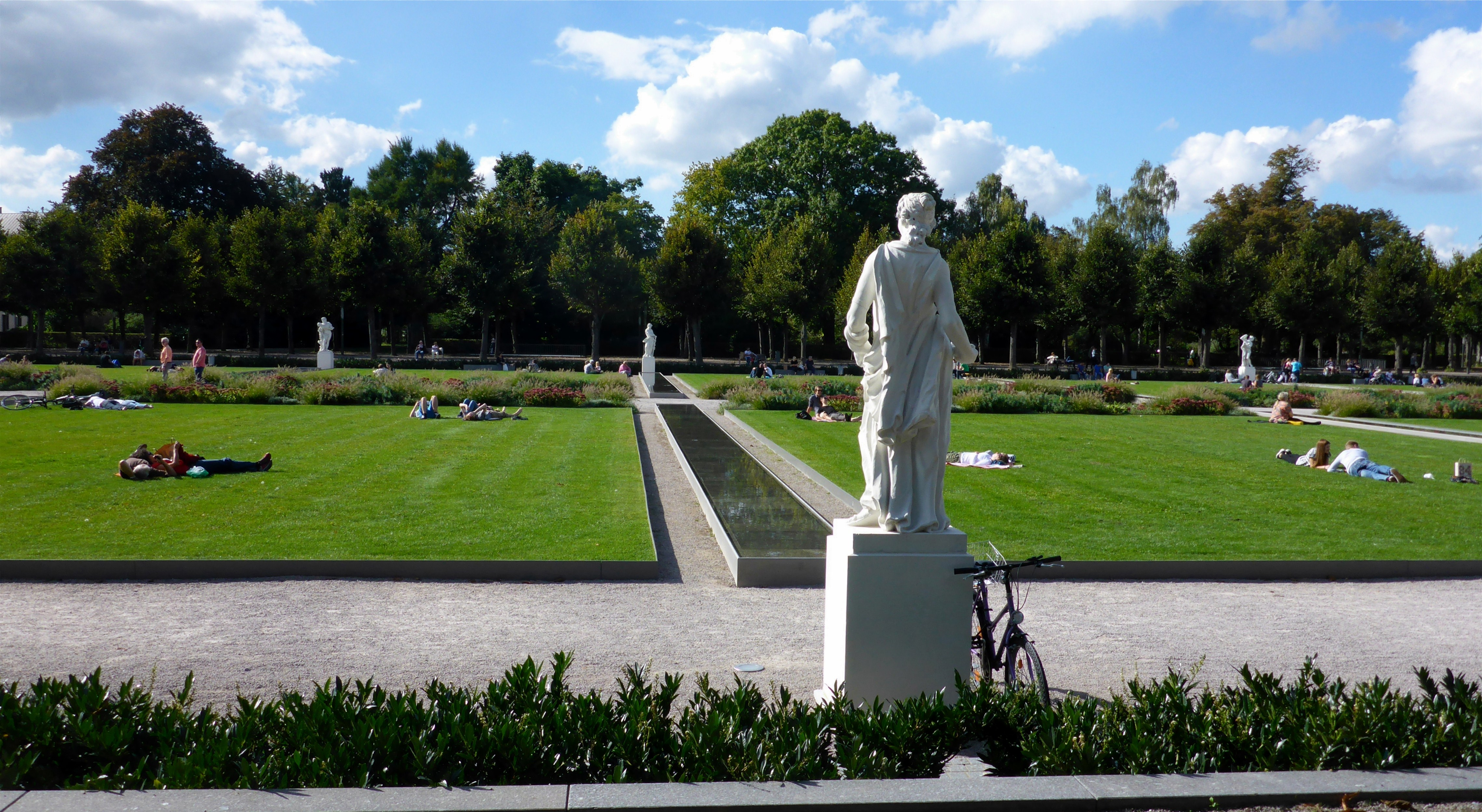
Краєвид на середню секцію по центральній осі.
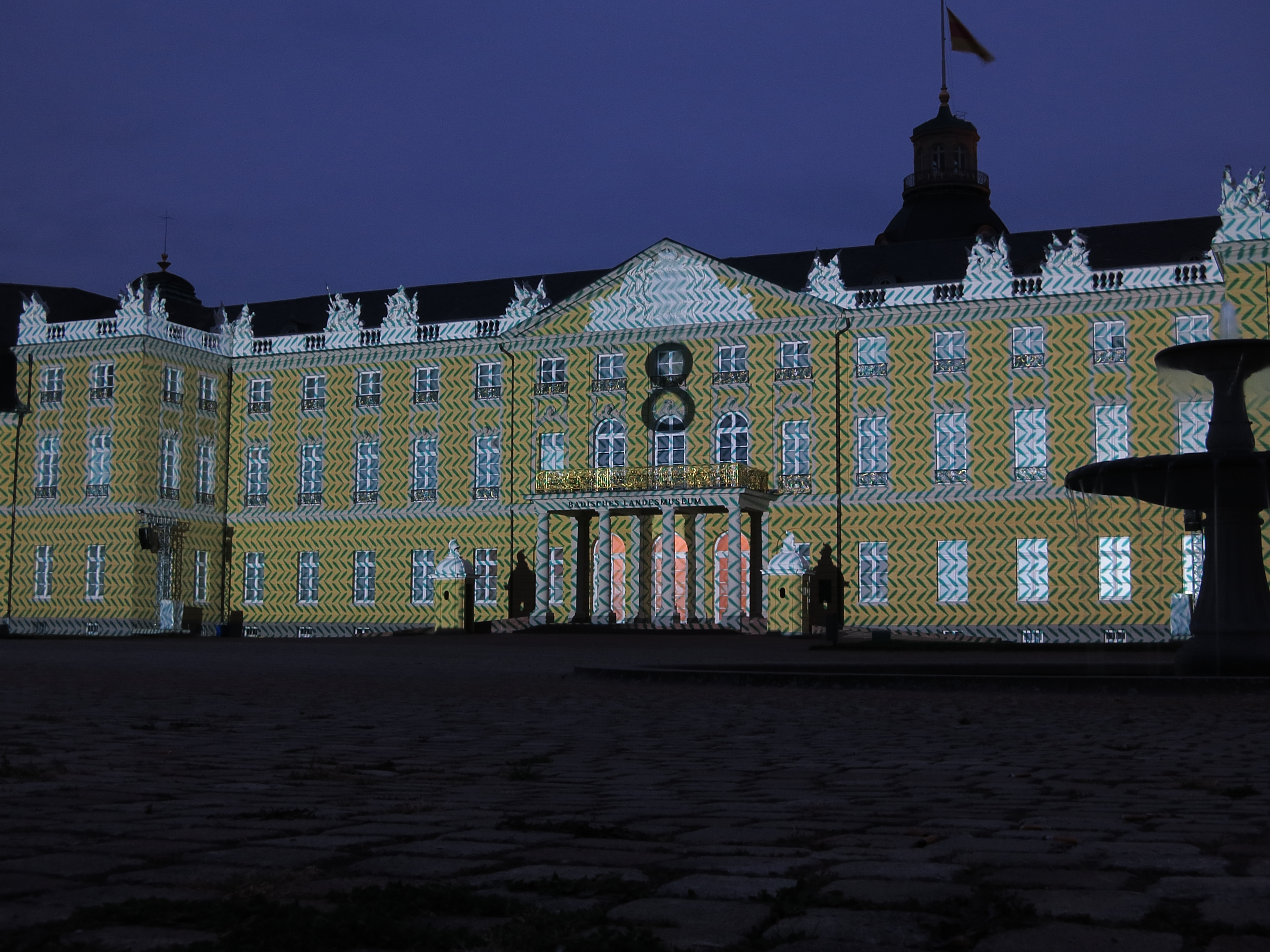
Світлоілюмінація палацу 2016.

## Фонтани та пам'ятники
На Палацовій площі є кілька культурних пам’яток. 

Пам'ятник Великому Герцогу Карлу Фрідріху був споруджений на Шлосплац в 1844 році скульптором Людвігом Шванталером за вказівкою Великого Герцога Леопольда. 
На ній зображено великого герцога Карла Фрідріха Баденського з документом про скасування кріпацтва в Бадені в 1783 році, у правій руці. 
Основу прикрашає великогерцозький герб 1807—1830 рр. 
На кожному куті основи — жіноча постать. 
Під час підготовки до майбутньої Федеральної садової виставки в 1967 році пам'ятник був перенесений і повернутий на південь. 
Під час перепланування площі у 2011 — 2012 рр. пам’ятник знову перебудували, а навколо пам’ятника було створено рів.
Уздовж центральної осі Шлосплац є два паралельні ряди скульптур із загалом десятьма міфологічними скульптурами Ігнаца Фрідріха Ленгелахера, які представляють різних богів або героїв. 
Спочатку зведені в 1782 році, Фрідріх Вайнбреннер видалив фігури в 1814 році. 
Копії груп фігур були встановлені в 1965 і 1966 роках. 
У ході цього на півночі кожного паралельного ряду скульптур було встановлено додаткову фігуру Еміля Сутора.
Також перед палацом є два фонтани, які також розташовані симетрично до центральної осі. 
Ці фонтани були створені Карлом Дікергофом в 1864 році за наказом великого герцога Фрідріха I Баденського.

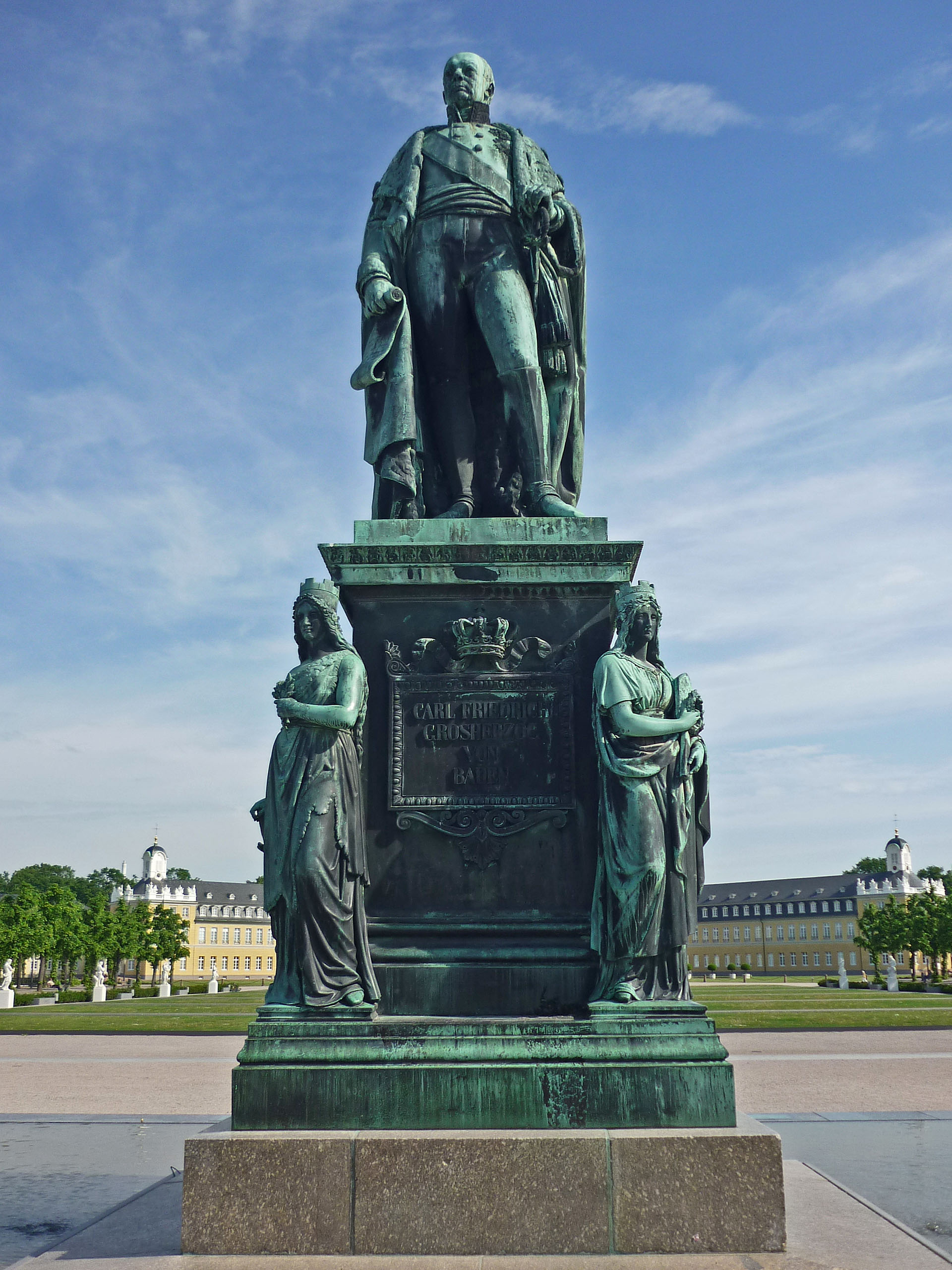
Пам'ятник великому герцогу Карлу Фрідріху
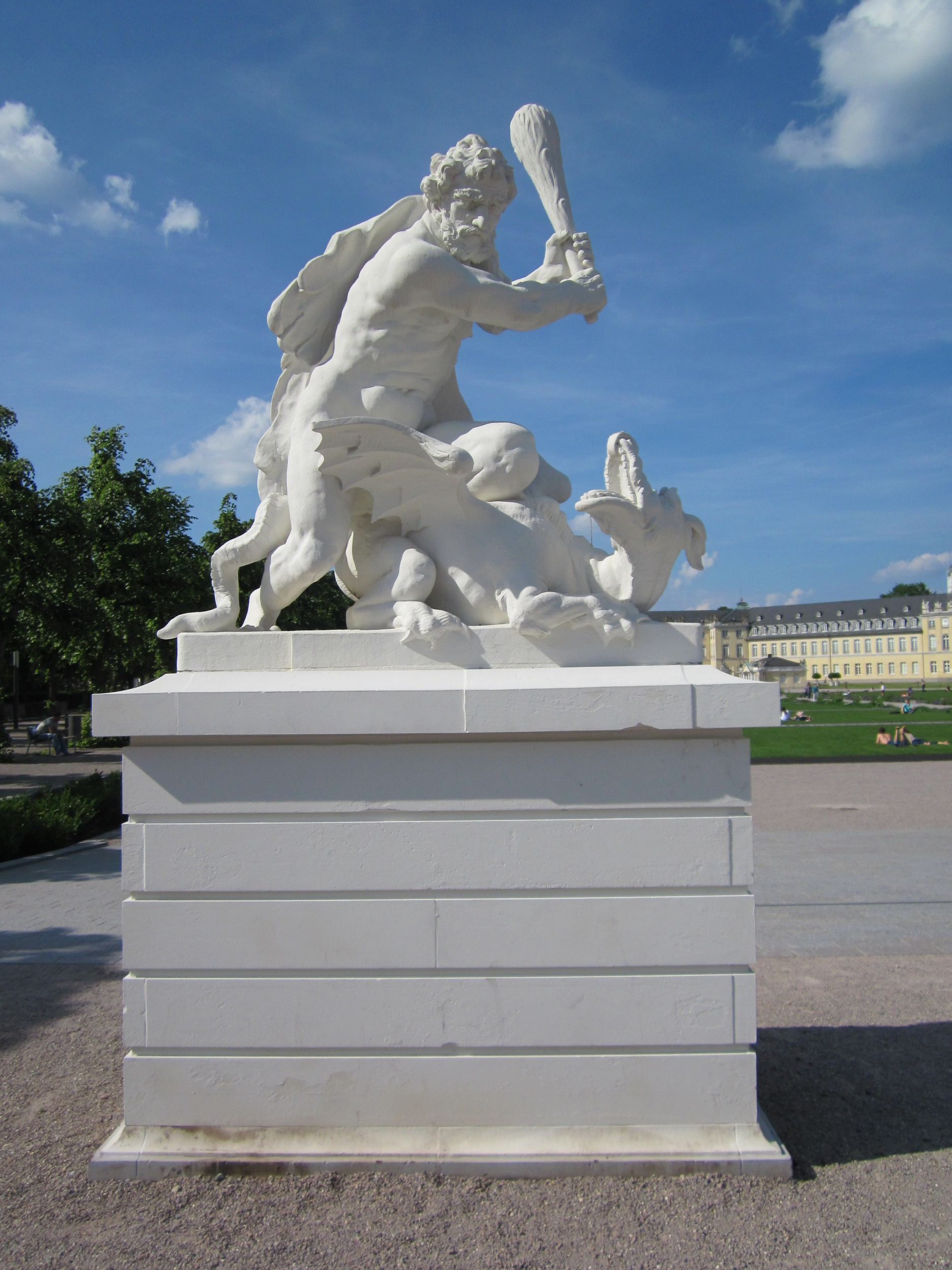
Міфологічні фігури
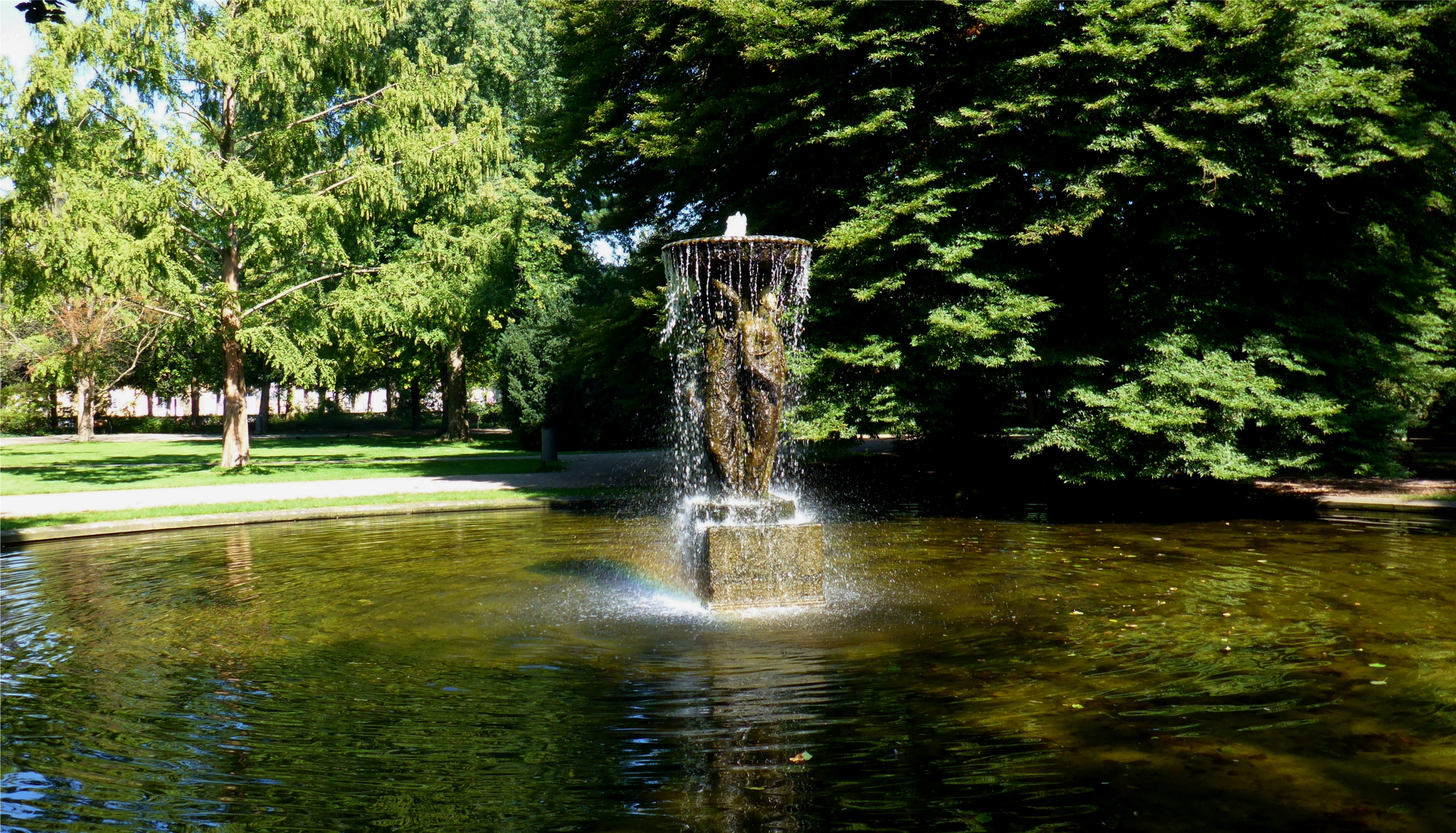
Один із двох фонтанів Наяди
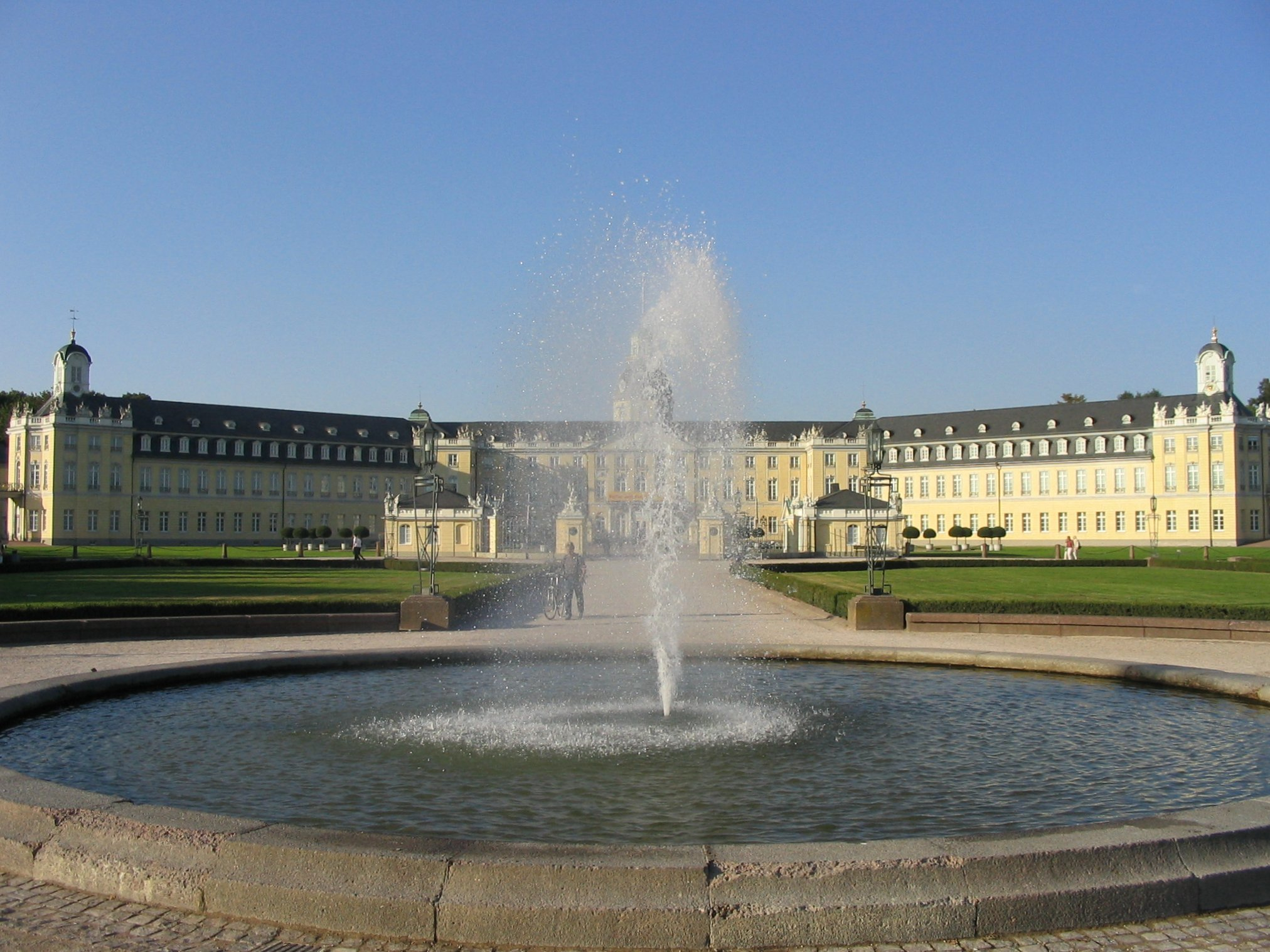
Фонтан ХІХ століття на осі замку, демонтований у 2010 році